# Andrew Ahn
Pour les articles homonymes, voir Ahn.
Andrew Ahn, né à Los Angeles (États-Unis), est un réalisateur et scénariste américain.

## Filmographie partielle
- 2010 : Andy
- 2011 : Dol
- 2016 : Spa Night
- 2022 : Fire Island
- 2025 : The Wedding Banquet